# 厄羅氏丘頭鯰
厄羅氏丘頭鯰，為輻鰭魚綱鯰形目蝌蚪鯰科的其中一種，為熱帶淡水魚類，分布於南美洲巴西Grande do Sul河流域，體長可達8.3公分，棲息在底層水域，生活習性不明。

## 扩展阅读
維基物種上的相關：厄羅氏丘頭鯰